# Фусу, Дмитрий Васильевич
Дмитрий Васильевич Фусу (рум. Dumitru Fusu; 25 марта 1938, Парково, Белецкий уезд — 14 января 2014, Кишинёв) — советский и молдавский актёр, режиссёр и сценарист, директор студии «Молдова-фильм».

## Биография
Думитру Фусу родился 25 марта 1938 года в селе Парково (в то время Белецкий уезд, Королевство Румыния, сейчас Единецкий район, Молдавия). В 1955—1960 годах учился в театральном училище им. Б. В. Щукина, а в 1977—1979 годах — на Высших курсах сценаристов и режиссёров.
В 1960—1970-е годы с некоторыми перерывами работал в кишинёвском театре «Лучафэрул». В 1968 году основал молдавский «Театр одного актёра». В 1979—1984 годах — директор студии «Молдова-фильм». В 1999 году организовал в Кишинёве Международный театральный фестиваль One Man Show. Преподавал в институте искусств им. Г. Музыческу. Режиссёр спектаклей на телевидении и в театрах республики.
Дебютировал в кинематографе с 1961 года (первая роль — милиционер в фильме Михаила Калика «Человек идёт за солнцем»).
В 2005 году перенёс инсульт, после которого оставался парализованным в течение 9 лет. В конце 2013 года у него случился инфаркт миокарда. Умер 14 января 2014 года в больнице в Кишинёве, похоронен на центральном кладбище Кишинёва.

## Семья
- Жена — художница, иконописец Мария Мардаре-Фусу
  - Сын — Михай Фусу
  - Дочь — Ана Мария Фусу
  - Дочь — Руксанда Ляху
  - Сын — Иоан Фусу

## Фильмография

### Актёр
1. 1961 — Человек идёт за солнцем («Молдова-фильм») — Рикэ, милиционер, парень Ленуци
2. 1962 — Путешествие в апрель (Кэлэторие ын април; Молдова-филм)
3. 1964 — Когда улетают аисты — Иона, тракторист
4. 1966 — Горькие зёрна (Молдова-фильм) — Сиплый
5. 1969 — Десять зим за одно лето (Zece ierni pe-o vara; Молдова-филм) — священник
6. 1969 — Свадьба во дворце (Молдова-фильм) — Багрум, милиционер
7. 1971 — Лаутары (Молдова-фильм)
8. 1973 — Дмитрий Кантемир (Молдова-фильм) — Реис Эффенди, турецкий визирь и друг Кантемира (дублировал Ю. Соловьёв)
9. 1974 — Долгота дня — Аргир
10. 1975 — Что человеку надо — Ботнару
11. 1978 — Кентавры (СССР, Венгрия, Чехословакия; в титрах Д. Фуссу)
12. 1982 — Всё могло быть иначе (Молдова-фильм)
13. 1982 — Свадебное путешествие перед свадьбой (Молдова-фильм) — эпизод
14. 1984 — Как стать знаменитым (Молдова-фильм) — эпизод
15. 1986 — Лучафэрул (Молдова-фильм)
16. 1988 — Смерч (Таджикфильм)
17. 2001 — Двенадцатая осень (Россия; Киностудия им. Горького, Синема Спейс) — эпизод

### Режиссёр
1. 1981 — Шоссе (короткометражный)

### Сценарист
1. 1970 — Лицом к лицу (короткометражный)